# Aventinerhøjen
Aventinerhøjen (lat. Mons Aventinus) er en af Roms syv høje sydvest for Palatinerhøjen ved Tiberen.
Under den romerske republik var højen en folkelig bydel, beboet af plebejere, men blev senere et eksklusivt boligområde med store villaer, templer og luksuriøse termer. På Aventinerhøjen blev der fejret ekstatiske fester til ære for Bacchus. I løbet af middelalderen blev Aventinerhøjen affolket og er i dag domineret af klostre og haver.
Til Aventinerhøjens mere kendte bygninger regnes kirkerne Santa Sabina, Sant'Alessio, Santa Prisca fra tidlig kristendom og den moderne kirke Sant'Anselmo. Desuden kan nævnes Malteserordenens sæde og dens kirke Santa Maria del Priorato. På Den lille Aventinerhøj ligger kirken San Saba.
Blandt Aventinerhøjens antikke rester er Dianas tempel samt dele af Serviusmuren.
41°53′N 12°29′Ø / 41.883°N 12.483°Ø